# 斯朗尼玛
斯朗尼玛（藏語：བསོད་ནམས་ཉི་མ་，威利转写：bsod nams nyi ma，1966年2月—），男，藏族，青海囊谦人。中央党校在职研究生。中华人民共和国政治人物。现任西藏自治区党委常委、统战部部长，自治区政协党组副书记、副主席。

## 生平
1966年2月，生于青海囊谦。1981年8月至1984年7月在西藏财经学校财政班学习。1984年7月至1987年6月在西藏昌都县财政局工作，期间于1986年3月加入中国共产党。1987年6月至1991年6月任昌都县财政局副局长。1991年6月至1993年8月任昌都县计经委副主任、主任。1993年8月至1997年11月任昌都地区行署驻成都办事处副主任、地区经贸总公司副总经理。1997年11月至1998年11月任昌都县副县长。1998年11月至2000年10月任昌都地区城乡建设局党组副书记、副局长。2000年10月至2002年4月任昌都地区城乡建设局党组副书记、局长。2002年4月至2003年9月任昌都地区建设局党组副书记、局长。2003年9月至2004年4月任昌都县委副书记、代理县长。2004年4月至2009年1月任昌都县委副书记、县长。2009年1月至2011年1月升任昌都地区行署副专员。2011年1月至2012年7月任西藏自治区人民政府副秘书长、办公厅党组成员。
2012年7月至2016年7月，任中共拉萨市党委常委、市政府常务副市长、党组副书记。2016年5月，斯朗尼玛升任西藏自治区住房和城乡建设厅厅长。2021年，改任西藏自治区发展和改革委员会党组副书记、主任。2022年12月起任西藏自治区人民政府副主席、中共日喀则市委书记。
2024年6月，升任自治区党委常委、统战部部长。7月，不再兼任日喀则市委书记、西藏自治区人民政府副主席职务。2025年1月，当选政协西藏自治区委员会副主席。
斯朗尼玛是中共二十大代表，也是中国共产党西藏自治区第十届委员会委员。